# Heosemys
Heosemys es un género de tortugas de la familia Geoemydidae. Las especies de este género se distribuyen por el sudeste de Asia.

## Especies
Se reconocen las siguientes cuatro especies:
- Heosemys annandalii (Boulenger, 1903)
- Heosemys depressa (Anderson, 1875)
- Heosemys grandis (Gray, 1860)
- Heosemys spinosa (Gray, 1831)